# Benin
Benin [beˈniːn] (französisch Bénin [beˈnɛ̃]) ist ein Staat in Westafrika. Er grenzt im Westen an Togo, im Norden an Burkina Faso und Niger, im Osten an Nigeria und im Süden an den Golf von Guinea, genauer die Bucht von Benin. Diese ist benannt nach dem ehemaligen, überwiegend im heutigen Nigeria gelegenen Königreich Benin.
Bis 1975 hieß das Land Dahomey. Die Bezeichnung steht in Tradition zum historischen Königreich Dahomey, das bis zur Eroberung durch die Franzosen Ende des 19. Jahrhunderts den südlichen Teil des modernen Staates und des Nachbarstaates Togo umfasste. Von 1975 bis 1990 hieß es Volksrepublik Benin.

## Geografie
Benin liegt zwischen 6° 25' und 12° 30' nördlicher Breite sowie 0° 45' und 4° östlicher Länge. Die größte Nord-Süd-Ausdehnung beträgt 650 km, die größte West-Ost-Ausdehnung beträgt 320 km. Die Landesgrenzen belaufen sich auf gesamt 1989 km, zu Burkina Faso 306 km, zu Niger 266 km, zu Nigeria 773 km und zu Togo 644 km. Die Länge der Küste beträgt 121 km.

### Landschaftsbild

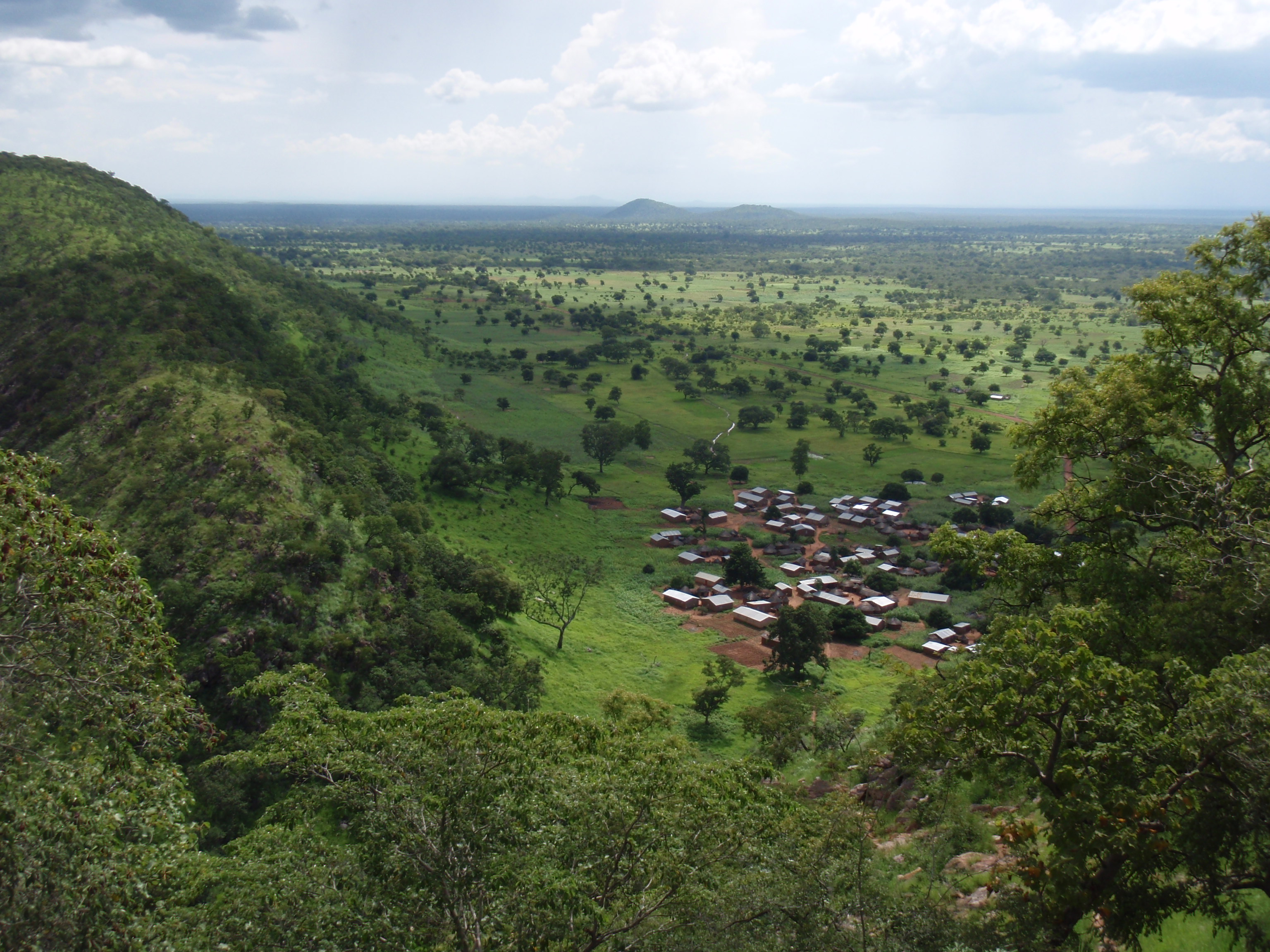
Landschaft in Atakora

Die Landschaft Benins gliedert sich in fünf verschiedene Naturräume.
Die Küstenregion ist flach und sandig und wird von Gezeitensümpfen und Lagunen geschützt. Genauer betrachtet besteht sie aus einer langen, mit Kokospalmen bewachsenen Sandbank. Die Lagunen sind im westlichen Teil des Landes schmaler, wo viele durch Verschlammung in Sümpfe verwandelt wurden, und im Osten breiter, einige sind auch miteinander verbunden. Im Westen erstreckt sich die Grand-Popo-Lagune bis ins benachbarte Togo, während die Porto-Novo-Lagune im Osten einen natürlichen Wasserweg zum Hafen von Lagos in Nigeria bildet, obwohl die Nutzung durch die politische Grenze erschwert wird. Nur bei Grand-Popo und Cotonou haben die Lagunen direkte Verbindungen zum offenen Meer.
Hinter der Küstenregion beginnt das barre-Land – das Wort ist eine französische Adaption des portugiesischen Wortes barro („Ton“). Die Barre-Region ist eine fruchtbare, intensiv landwirtschaftlich genutzte Ebene und umfasst die Lama Marsh, ein riesiges Sumpfgebiet, das von Abomey bis Allada reicht. Die Landschaft ist im Allgemeinen flach, obwohl gelegentlich Hügel auftreten, die bis zu 400 Meter hoch sein können.
Die vier Hochebenen von Benin befinden sich in der Gegend von Abomey, Kétou, Aplahoué (oder Parahoué) und Zagnanado. Die Plateaus bestehen aus Tonen auf kristalliner Basis und sind zwischen 90 und 230 Meter hoch.
Die Atakora-Gebirgskette im Nordwesten des Landes bildet eine Fortsetzung des südlichen Togogebirges. Sie verläuft von Südwesten nach Nordosten und erreicht an ihrem höchsten Punkt, dem Mont Sokbaro, eine Höhe von 658 Metern. In ihrem Inneren besteht sie aus stark metamorphem Quarzit-Gestein.
Die Niger-Ebene im Nordosten Benins senkt sich bis zum Tal des Niger-Flusses ab und besteht aus lehmigen Sandsteinen.
Die Landesfläche beträgt 112.622 km² (Weltrang 100), davon 30 % Wald, 12 % Ackerland, 4 % Wiesen und Weiden.

### Klima
Es werden zwei Klimazonen unterschieden.
Die südliche Zone hat ein äquatoriales Klima mit zwei feuchten und zwei trockenen Jahreszeiten. Die Hauptregenzeit liegt zwischen Mitte März und Mitte Juli. Auf diese folgt eine kürzere Trockenzeit bis Mitte September, eine kürzere Regenzeit bis Mitte November und eine größere Trockenzeit bis zum Wiedereinsetzen der Regenfälle im März. Die Regenmenge nimmt von Westen nach Osten zu. Grand-Popo erhält nur etwa 800 Millimeter, während in Cotonou und Porto-Novo jeweils etwa 1250 Millimeter Niederschlag pro Jahr fallen. Die Temperaturen sind relativ konstant und schwanken zwischen etwa 22 °C und 34 °C. Die relative Luftfeuchtigkeit ist häufig unangenehm hoch.
In der nördlichen Klimazone gibt es nur eine Trocken- und eine Regenzeit. Die Regenzeit dauert von Mai bis September, wobei die meisten Regenfälle im August auftreten. In den Atakora-Bergen und in Zentralbenin fallen jährlich etwa 1350 Millimeter, weiter nördlich sinkt die Niederschlagsmenge auf etwa 965 Millimeter. In der Trockenzeit von Dezember bis März weht aus nordöstlicher Richtung der Harmattan, ein heißer und trockener Wind. Die Temperaturen liegen durchschnittlich bei 27 °C, aber der Temperaturbereich schwankt zwischen Tag und Nacht stark. Im März, dem heißesten Monat, können die Tagestemperaturen auf bis zu 43 °C klettern.

### Hydrographie
Neben dem Niger, der mit seinen Nebenflüssen Mékrou, Alibori und Sota die nordöstlichen über 40 Prozent des Landes entwässert, ist der wichtigste Fluss des Landes der Ouémé. Er entwässert mit dem Mono und dem Couffo die gesamte südliche Hälfte Benins. Der Mono, der in Togo entspringt, bildet die Grenze zwischen Togo und Benin nahe der Küste. Der Couffo, in dessen Nähe sich Abomey befindet, fließt von den höheren Ebenen nach Süden, um in die Küstenlagunen von Ahémé zu münden. Der Ouémé entspringt im Atakora-Gebirge und fließt 450 Kilometer nach Süden; nahe seiner Mündung teilt er sich in zwei Arme, von denen einer nach Osten in die Porto-Novo-Lagune und der andere nach Westen in den Nokoué-See abfließt.
Die Atakora-Berge bilden eine Wasserscheide zwischen dem Volta- und dem Nigerbecken. Die Gebiete westlich davon entwässert über den Oti und seine Nebenflüsse in das Volta System. Das Oti-Einzugsgebiet umfasst 13,7 % der Landesfläche.

### Vegetation und Tierwelt
Der vorherrschende Vegetationstyp Benins ist die Savanne. Benin hat Anteil an zwei Landschaftszonen, der Sudanzone und der Guineazone, und liegt in einem nahezu waldfreien Korridor zwischen den oberguineischen und kongolesischen Regenwäldern, dem Dahomey Gap. Der ursprüngliche tropische Regenwald, der den südlichen Landesteil bedeckte, ist heute weitgehend abgeholzt und existiert nur noch in der Nähe von Flüssen. An seiner Stelle wurden viele Öl- und Rônierpalmen gepflanzt und Nutzpflanzen angebaut, daneben wachsen Kokospalmen, Kapok-, Mahagoni- und Ebenholzgewächse. Außerdem gibt es Trockenwälder wie den Forêt de la Lama im Zentrum Benins und den sehr eindrucksvollen Sumpfwald von Lokoli.
Die Flora Benins umfasst ungefähr 3000 Arten. Die Savannen im Norden des Landes werden durch den Nationalpark W und den benachbarten Nationalpark Pendjari, beide Teil des trinationalen und grenzüberschreitenden WAP-Nationalparkkomplex, geschützt. Hier kommen noch Elefanten, Leoparden, Löwen, Antilopen, Affen, Wildschweine, Krokodile und Büffel vor. Es gibt auch viele Schlangenarten, darunter Pythons und Puffotter. Zu den Vögeln gehören Perlhühner, Wildenten und Rebhühner sowie viele tropische Arten.

### Siedlungsbild

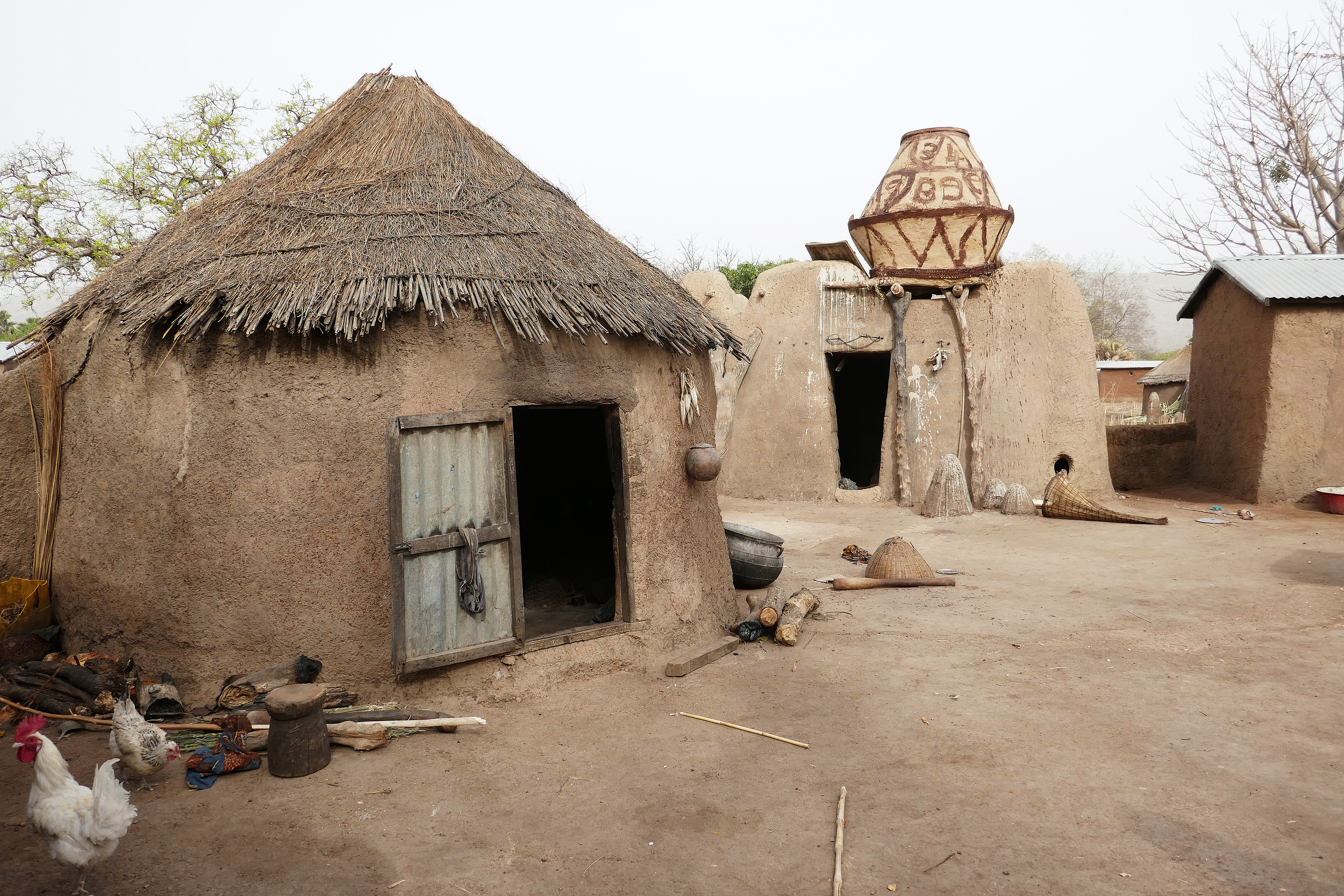
Traditionelle Behausungen der Somba

Die südlichen Provinzen machen ein Viertel der Gesamtfläche aus, werden aber von mehr als zwei Dritteln der Bevölkerung bewohnt. Sehr dicht besiedelt sind die Gegend um den Hafen von Cotonou, wo sich das politische und wirtschaftliche Leben des Landes konzentriert, und die offizielle Hauptstadt Porto-Novo. An den Stadträndern ist der Anbau von Subsistenzfrüchten wie Mais, Maniok und Süßkartoffeln sehr intensiv. Zum Norden hin nimmt die Siedlungsdichte ab. Die Dörfer, welche im Süden noch häufig anzutreffen sind, sind nun weiter zerstreut. Die aus Kolonialzeiten stammende Marktstadt Parakou bildet ein wichtiges Zentrum im Norden.
Die Städte zeigen traditionelle afrikanische, koloniale europäische und moderne Einflüsse. Vorkoloniale Lehmhäuser, Märkte, Schreine und Statuen finden sich in Kleinstädten ebenso wie in Abomey, Porto-Novo und in geringerem Maße in Cotonou. Die Somba-Region im Nordwesten wird von traditionellen Strohdach- und Turmhäusern geprägt. In den meisten Städten dominieren koloniale europäische Stile. Zu den Kolonialgebäuden, von denen einige aus dem 18. Jahrhundert stammen, gehören Bahnhöfe, Amtsgebäude und Privathäuser sowie Bauten wie das ehemalige portugiesische Fort in Ouidah, das ein Zentrum des Sklavenhandels bildete. Moderne Architektur findet man bei Privathäusern, Hafenanlagen und Hotels.

### Städte

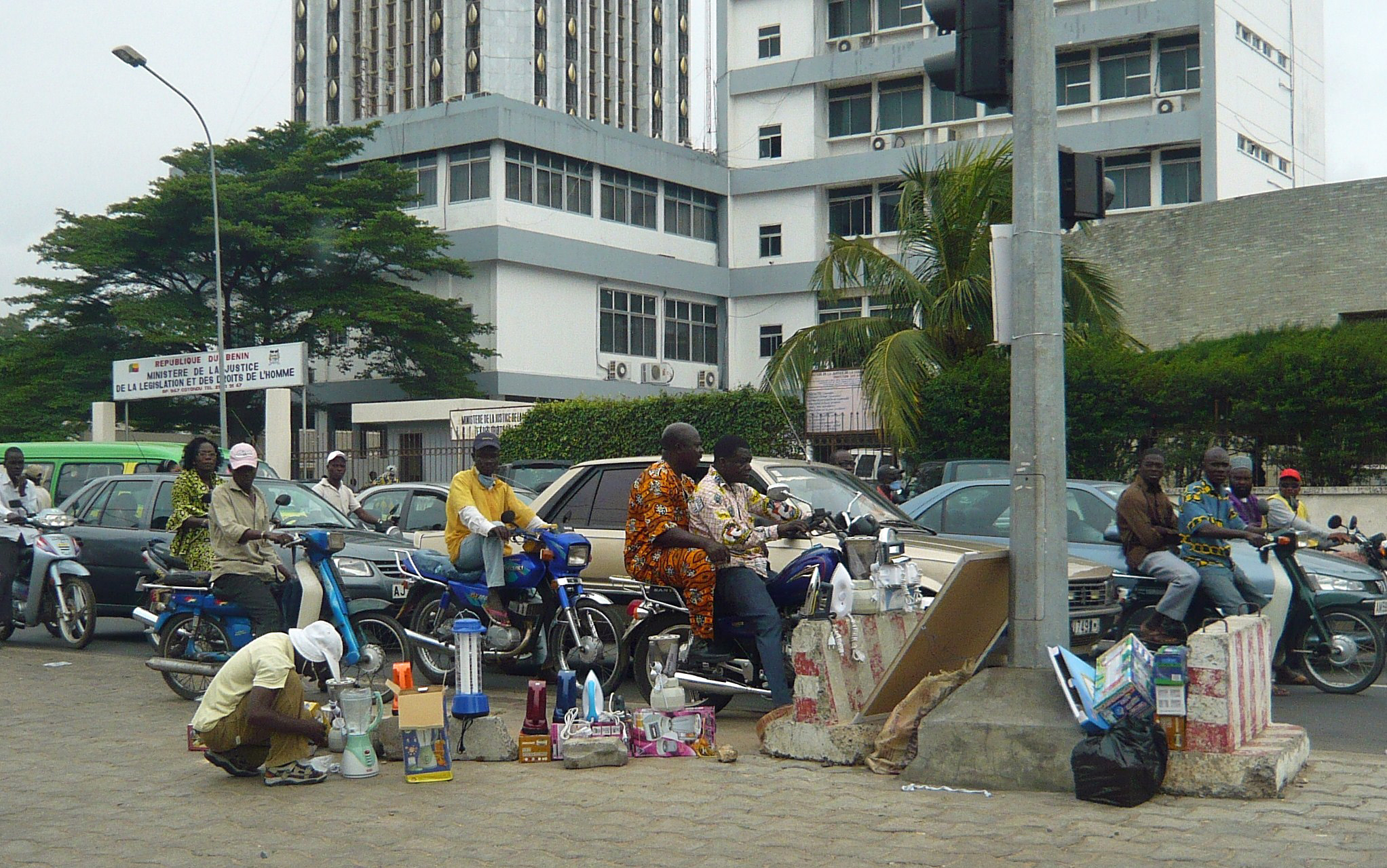
Cotonou

Im Jahr 2023 lebten 50 Prozent der Einwohner Benins in Städten. Die größten Städte sind laut Zensus 2013:
- Cotonou 679.000 Einwohner
- Porto-Novo 264.000 Einwohner
- Parakou 255.000 Einwohner
- Godomey 253.000 Einwohner
- Abomey-Calavi 118.000 Einwohner
- Djougou 95.000 Einwohner
- Bohicon 94.000 Einwohner
- Ekpé 75.000 Einwohner.

## Bevölkerung

### Demografie
Benin hatte 2023 14,1 Millionen Einwohner. Das jährliche Bevölkerungswachstum betrug + 2,5 %. Zum Bevölkerungswachstum trug ein Geburtenüberschuss (Geburtenziffer: 36,1 pro 1000 Einwohner vs. Sterbeziffer: 9,3 pro 1000 Einwohner) bei. Die Anzahl der Geburten pro Frau lag 2022 statistisch bei 4,9, die der Region West- und Zentral-Afrika betrug 4,9. Die Lebenserwartung der Einwohner Benins ab der Geburt lag 2022 bei 60 Jahren. Der Median des Alters der Bevölkerung lag im Jahr 2021 bei 17,5 Jahren. Im Jahr 2023 waren 41,8 Prozent der Bevölkerung unter 15 Jahre, während der Anteil der über 64-Jährigen 3,1 Prozent der Bevölkerung betrug.
Etwa 39,2 % der Gesamtbevölkerung gehören den Fon an, welche gleichzeitig die gesellschaftlich dominante Bevölkerungsgruppe im Land, speziell im Süden, ist. 15,2 % der Einwohner sind Adja. 12,3 % der Bevölkerung vor allem im Osten sprechen yoruboide Sprachen, gehören also den Yoruba und ähnlichen Ethnien an. Die ehemals eigenstaatlichen Bariba stellen 9,2 % der Bevölkerung. Eine große Minderheit stellen mit 7 % die Fulbe, die in der gesamten Sudanzone verbreitet sind. Die Otamari bilden 6,1 % der Bevölkerung Benins. Yoa-Lokpa und verwandte Völker stellen 4 % und die Dendi im Norden bilden eine kleine Minderheit von 2,5 % der Einwohner. Daneben gibt es Angehörige der Atakora-Gruppe (abwertend Somba genannt).

### Sprachen

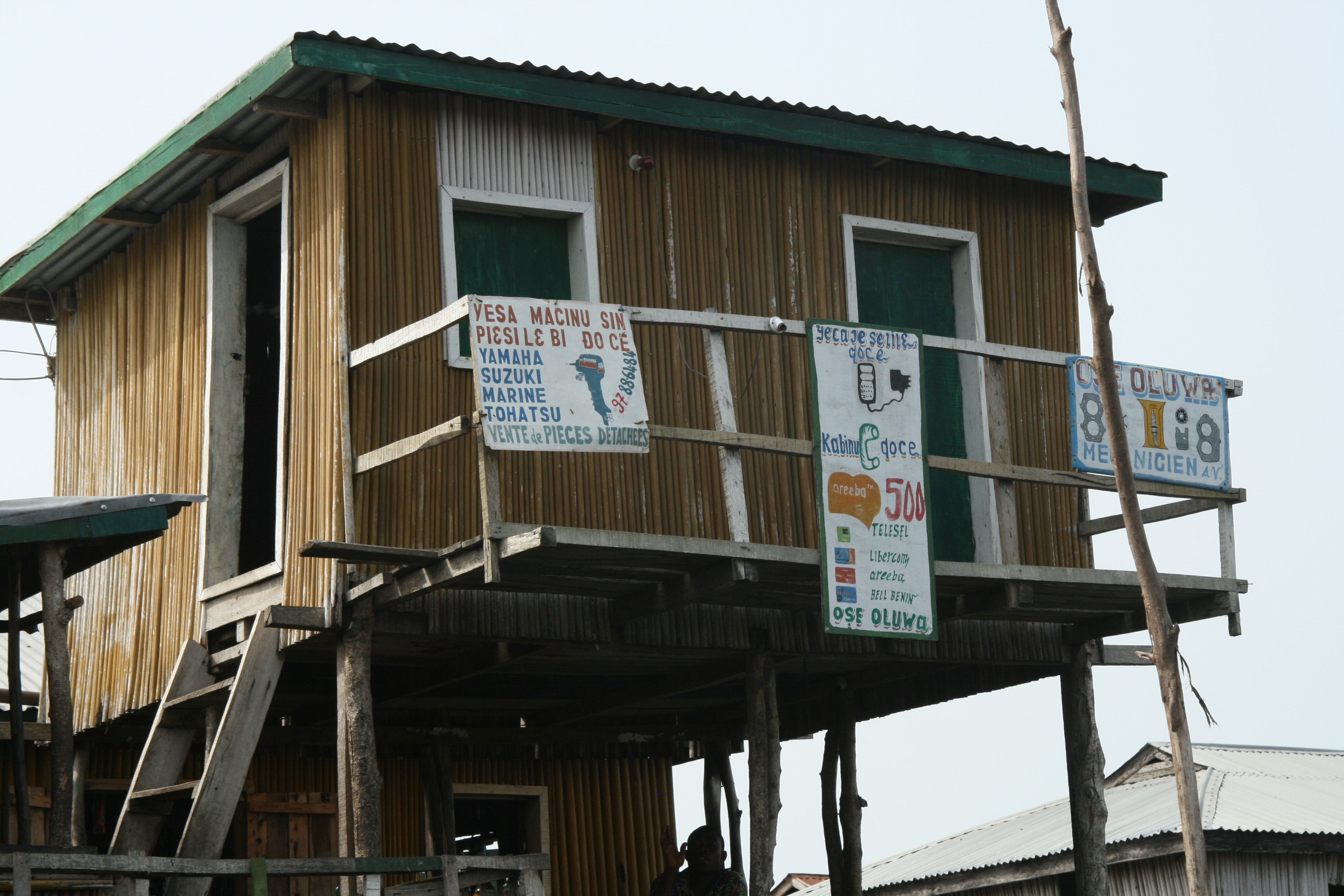
Zweisprachige Schilder auf Fon und Französisch an einem Telefongeschäft in Ganvié

Alleinige Amtssprache ist seit der französischen Herrschaftszeit das Französische. Neben Französisch werden 53 verschiedene Sprachen und Idiome gesprochen. Schwerpunkte bilden Gur- (die Sprecher der Lama- und der Atakora-Sprachen), Hausa-Sprachen, die Sprachgruppe der Evé (darunter Fon) oder Mina. Im südlichen Benin ist Fon Hauptverkehrssprache und wird von ca. 1,7 Mio. Einwohnern gesprochen; insgesamt sprechen 47 % der Bevölkerung Fon als Muttersprache.

### Religion

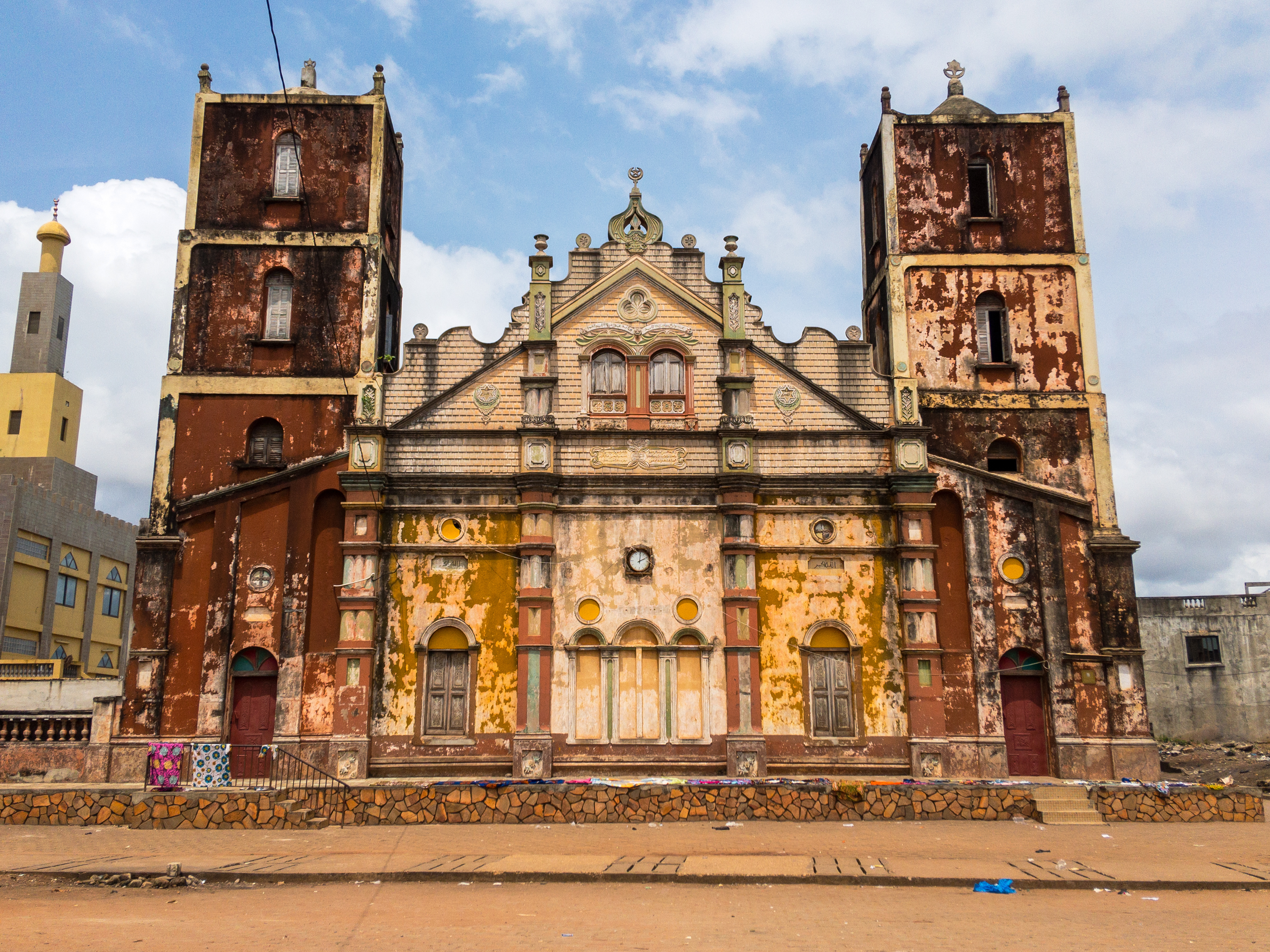
Moschee in Porto-Novo

Bei der Volkszählung 2002 gaben nur noch 23,4 % der Einwohnerschaft traditionelle Religionen als ihren Glauben an. Zu diesen gehören in Benin die Religion der Yoruba und die Religion der Ga; offiziell bekannten sich 17,3 % zur Voodoo-Religion.
Doch dürften viele der 6,5 % der Bevölkerung, welche keinem Bekenntnis angehören, und etliche Christen und Muslime diese Religion ebenfalls ausüben. Hochburgen des Kults sind die Departements Atlantique, Couffo, Mono und Zou. Das Departement Atakora ist eine weitere Hochburg der traditionellen Religionen.
Größte Religion ist offiziell das Christentum mit einem Bevölkerungsanteil von 42,3 %. Darunter sind 23,0 % Katholiken, 5,1 % Anhänger der Eglise de Céleste und 4,2 % Methodisten als größte Einzelgemeinschaften. Die Katholiken stellen zwar nur im Departement Littoral die absolute Mehrheit, sind aber mit Ausnahme der Departements Alibori und Couffo überall stark vertreten. Die Anhänger der Eglise de Céleste sind vor allem in den Departements Ouémé, Atlantique, Zou und Plateau zu finden. Die Hochburgen der Methodisten sind die Departements Collines, Ouémé und Plateau. Weitere christliche Gemeinschaften sind die Pfingstbewegung (z. B. Assemblées de Dieu), die Mormonen, die Neuapostolische Kirche, die Nigerianische Apostolische Kirche, die Zeugen Jehovas und die Baptisten.
Etwa 27,8 % der Bevölkerung Benins sind Muslime. Zu ihnen gehören von den größeren Völkern beinahe alle Fulbe und Dendi und eine geringe Anzahl der Otamari (Minderheit von Christen) und etwa die Hälfte der Yoruba (45 % Christen). Der Islam ist in den nördlichen Departements Alibori, Borgou und Donga die Religion des Großteils der Bevölkerung und hat auch in den Departementen Atakora, Collines, Littoral, Ouémé und Plateau zahlreiche Anhänger. Ein erheblicher Teil der Zuwanderer aus Westafrika (Burkina Faso, Mali, Niger, Nigeria und Senegal) gehört ihm an.
Zudem gibt es Gemeinden der Bahai, der Moon und der Eckankar.

### Bildung
Das öffentliche Bildungssystem folgt seit der Kolonialzeit dem französischen Muster. Auf einen sechsjährigen Grundschulzyklus (für Kinder im Alter von 6 bis 11 Jahren) schließt eine Schule über vier Jahre an. Darauf folgt eine dreijährige Schule, die mit dem Hochschulzugang Baccalaureat abschließt. Die erwartete Schulbesuchsdauer der aktuellen Schülergeneration liegt bei 12,6 Jahren. Aufgrund der geringen Schulbesuchsdauer der über 25-Jährigen, die bei nur 3,8 Jahren liegt, betrug die Analphabetenquote im Jahr 2020 in der Altersgruppe aber immer noch 57,6 %.
Die Universität Abomey-Calavi (1970–75 als Universität Dahomey und 1975–2001 Nationale Universität von Benin bekannt) mit Sitz in Cotonou wurde 1970 gegründet. Die Studentenschaft der Universität ist neben den Arbeitern seit Anfang der 1980er Jahre die wichtigste politische Kraft des Landes. Die Universität Parakou wurde 2001 gegründet.

### Gesundheit
Benin verfügt über ein staatliches Gesundheitssystem, das Krankenhäuser in Cotonou, Porto-Novo, Parakou (finanziert von China), Abomey, Ouidah und Natitingou unterhält sowie Geburtshäuser und andere kleine, spezialisierte Gesundheitseinrichtungen. Im Jahr 2018 praktizierten in Benin 0,8 Ärzte je 10.000 Einwohner. Die Gesundheitsausgaben des Landes betrugen im Jahr 2021 2,6 % des Bruttoinlandsprodukts. Internationale Organisationen stellen Finanzhilfen zur Verfügung, um einen Mangel an medizinischem Personal und Medikamenten auszugleichen. Wie auch in den Nachbarländern existiert in Benin ein illegaler Markt, auf dem nicht mehr haltbare Medikamente, Medikamente ohne Verpackung und Beipackzettel und vor allem gefälschte Medikamente (vorwiegend aus China und Indien) gehandelt werden, was hohe Risiken mit sich bringt und für Apotheken existenzgefährdend ist. Mehrfach hat die Weltzollunion Millionen Arzneimittel in Benin beschlagnahmt. Trotz der Einführung günstiger Generika blüht der Schwarzhandel weiterhin.
Eines der größten Gesundheitsrisiken ist Malaria, vor allem für kleine Kinder. 2019 lag die Kindersterblichkeit bei 90 von 1000 Lebendgeburten, die Säuglingssterblichkeit betrug 59 pro 1000 Lebendgeburten. In ländlichen Gebieten sind Mängel, wie der Zugang zu sauberem Trinkwasser oder das Fehlen von sanitären Einrichtungen wie Latrinen, Ursache für viele Erkrankungen. Die Lebenserwartung der Einwohner Benins ab der Geburt lag 2022 bei 60 Jahren (Frauen: 61,7, Männer: 58,3).
Die Prävalenz für HIV/AIDS in Benin liegt weit unter dem Durchschnitt der afrikanischen Länder südlich der Sahara und ist ähnlich oder niedriger als die der Nachbarländer. Im Februar 2016 verabschiedete die Regierung einen nationalen Plan im Kampf gegen AIDS.
Unter der Regierung von Präsident Patrice Talon gab es einige Reformen im Gesundheitssystem, die jedoch seitens der Gewerkschaften als Privatisierungsmaßnahmen gesehen, kritisiert und weitgehend blockiert werden.
Gerade im ländlichen Raum, wo Ärzte oder Krankenhäuser oft überhaupt nicht erreichbar oder zu teuer sind oder wo es aufgrund der zahlreichen Sprachen und Dialekte Kommunikationsschwierigkeiten gibt, wenden sich viele Menschen traditioneller Medizin und Heilungsverfahren zu, „die von lokaler Biomedizin bis zu verschiedenen Formen spiritueller oder religiöser Heilverfahren reicht. Oft werden die Ursachen der Krankheit oder des Todes nicht einem Erreger, sondern einer Hexe zugesprochen, der z. B. aufgrund von Eifersucht eines Nachbarn hinzugezogen wurde.“

## Geschichte

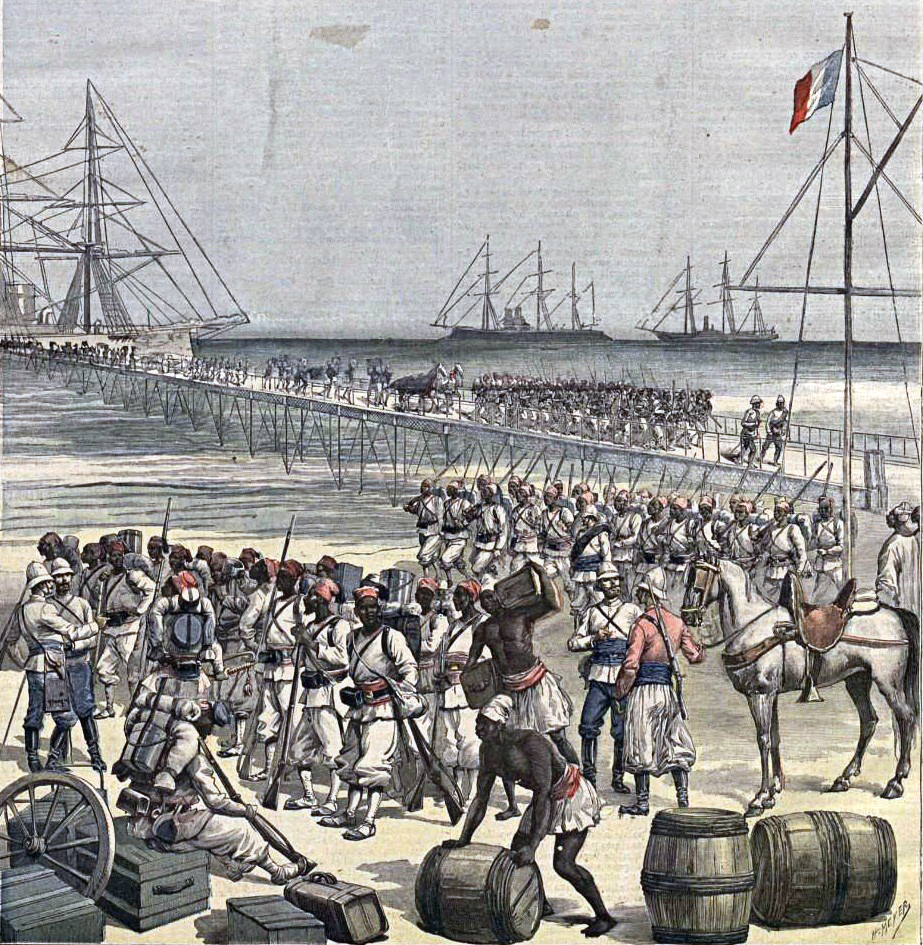
Französische Truppen eroberten Dahomey zwischen 1892 und 1894

Das Gebiet des heutigen Staates Benin bildete seit dem 17. Jahrhundert den größten Teil des Königreichs Dahomey, bis es 1805 von den Franzosen im Auftrag Napoleon Bonapartes besetzt wurde und als Kolonie dem französischen Kaiserreich einverleibt wurde. Die Kolonie wurde aber 1814 mit der Niederlage gegen Großbritannien im Britisch-Französischen Kolonialkonflikt aufgegeben. Um 1830 wurde das Gebiet zu einem Protektorat Frankreichs und war später als Kolonie Dahomey Bestandteil der Föderation Französisch-Westafrika. Am 1. August 1960 wurde es als Republik Dahomey in die Unabhängigkeit entlassen. 1961 besetzte und annektierte Dahomey die kleine portugiesische Kolonie São João Baptista d’Ajudá. Die Annexion wurde von Portugal erst 1975 nach der portugiesischen Nelkenrevolution anerkannt. 1974 wurde der Marxismus-Leninismus zur Staatsideologie, wodurch es auch zur Einführung eines Einparteiensystems und zu Verstaatlichungen der Betriebe kam. Zugleich wurde die Republik Dahomey 1975 in die Volksrepublik Benin umbenannt. Der Name bezieht sich auf die Bucht von Benin, die sich wiederum auf das vom 13. Jahrhundert bis 1897 existierende schwarzafrikanische Königreich Benin bezieht, das allerdings zum größten Teil auf dem Gebiet des heutigen Nigeria lag.
Benin litt zwölf Jahre lang unter einer instabilen Regierung und mehreren Staatsstreichen, die drei Jahre nach der Unabhängigkeit begannen. Das Regime von Präsident Mathieu Kérékou, der 1972 durch einen Putsch an die Macht kam, brachte zunächst mehr Stabilität. Seine von ihm 1974 eingeführte marxistisch-leninistische Politik gipfelte in den späten 1970er Jahren in einer repressiven Militärherrschaft, die jedoch Anfang der 1980er Jahre weitgehend beendet war. Während dieser Zeit war die Volksrevolutionäre Partei Benins (PRPB) die einzige zugelassene politische Partei.
Benin war das erste afrikanische Land, das nach dem Kalten Krieg einen Übergang weg vom Marxismus-Leninismus vollzog. Im Dezember 1989 gab Kérékou selbst die marxistisch-leninistische Lehre auf, die er Mitte der 1970er Jahre verkündet hatte. Im Dezember 1990 wurde eine neue Verfassung verabschiedet, die Menschenrechte, die Freiheit zur Gründung politischer Parteien, das Recht auf Privateigentum und allgemeines Wahlrecht garantiert.
In den Jahren 1989 und 1990 erzwang die Bevölkerung mit Unruhen aufgrund der katastrophalen Wirtschaftslage eine Nationalkonferenz unter Leitung des katholischen Erzbischofs von Cotonou, Isidore de Souza. Sie benannte den ehemaligen Exekutivdirektor der Weltbank, Nicéphore Dieudonné Soglo, zum Premierminister und legte die Richtlinien eines demokratischen Neuanfangs fest, darunter die Aufgabe der marxistisch-leninistischen Doktrin, die Begründung einer Demokratie, die Zulassung politischer Parteien, die Achtung der Menschenrechte, Meinungsfreiheit, Versammlungsfreiheit und Pressefreiheit sowie die Einführung der Marktwirtschaft. Soglo wurde bei den ersten Mehrparteienwahlen 1991 Präsident – dann aber 1996 wieder abgelöst von Kérékou. Die ersten Kommunalwahlen Benins im Dezember 2002 bedeuteten einen wichtigen Schritt für die Dezentralisierung des Landes.

## Politik

### Politisches System
Nach der Verfassung von 1990 ist Benin eine präsidentielle Republik. Der Präsident wird für maximal zwei aufeinanderfolgende fünfjährige Amtszeiten direkt gewählt und ist zugleich Staats- und Regierungschef. Der Präsident kann vom Premierminister unterstützt werden, obwohl diese Position nicht verfassungsrechtlich vorgeschrieben ist und von Mai 1998 bis Mai 2011 sowie ab August 2013 nicht besetzt wurde. Im April 2016 wurde Patrice Talon im zweiten Wahlgang mit 65 % zum neuen Präsidenten von Benin gewählt. Die Wahl verlief nach demokratischen Standards. Die letzten Wahlen fanden am 11. April 2021 statt. Neben Talon gab es nur zwei weitere Kandidaten, was auf das 2019 eingeführte Patensystem zurückzuführen ist, nach dem ein Bewerber nur dann zur Wahl zugelassen wird, wenn er im Vorfeld die Unterstützung von zehn Prozent der Bürgermeister und Parlamentarier hat (ähnlich wie in Frankreich). Darüber hinaus wurden zahlreiche Kandidaten von der Wahlkommission abgelehnt. Talon gewann die Wahl im ersten Wahlgang mit 86,3 % der Stimmen bei einer Wahlbeteiligung von etwa 50 %.
Die Legislative wird von der Nationalversammlung ausgeübt, deren 83 Abgeordnete für eine Amtszeit von vier Jahren nach Verhältniswahlrecht gewählt werden. Nachdem die Wahlen 2015 noch demokratischen Standards entsprachen und elf Parteien ins Parlament einzogen, galten die Parlamentswahlen vom April 2019 nicht mehr als frei und fair, da die Opposition durch ein neues Wahlrecht faktisch ausgeschlossen wurde (z. B. durch bürokratische Hürden und Registrierungsgebühren). Über 80 % der Wähler blieben daher am Wahltag der Urne fern. Im Ergebnis zogen lediglich zwei regierungsnahe Parteien ins Parlament ein, die Progressive Union mit 47 Sitzen und der Republikanische Block mit 36 Sitzen. Der damalige Vizepräsident der Nationalversammlung, Eric Houndété, kritisierte: „Das ist keine Wahl, sondern die Nominierung von Abgeordneten einer Einheitspartei, die in zwei Teile geteilt ist.“ Ohne Opposition im Parlament gibt es jedoch auch keine Kontrolle der Exekutiven. Die letzten Wahlen fanden am 8. Januar 2023 statt. Dieses Mal traten sieben Parteien, davon drei Oppositionsparteien an. Mit zusammen 81 der 109 Parlamentssitze gewannen der Republikanische Block und die Progressive Union für Erneuerung zusammen eine deutliche Mehrheit.
Die Entwicklung des Frauenwahlrechts war von den Verhältnissen in Frankreich bestimmt. Entsprechend der Loi Lamine Guèye von 1946 hatten alle Bürgerinnen und Bürger bei Wahlen zum französischen Parlament und auch bei lokalen Wahlen ein Wahlrecht. Das passive Wahlrecht wurde in dem Gesetz nicht ausdrücklich erwähnt, war aber auch nicht ausgeschlossen. Bei den Wahlen zum Pariser Parlament gab es in Französisch-Westafrika, wozu Dahomey gehörte, kein Zweiklassenwahlrecht wie in anderen französischen Kolonien, für alle örtlichen Wahlen jedoch schon. 1956 wurde die loi-cadre Defferre eingeführt, die in Artikel 10 das allgemeine aktive und passive Wahlrecht garantierte. Bei der Unabhängigkeit des Landes 1960 wurde diese Rechtssituation bestätigt.
Seit der Demokratisierung des Landes im Jahr 1991 gab es mehrere freie Wahlen und gewaltlose Regierungswechsel, womit das Land zu den stabilsten Demokratien in Afrika zählte. Bei der Wahl am 28. April 2019 waren jedoch erstmals seit der Demokratisierung keine Oppositionsparteien zur Wahl zugelassen, davor wurden Demonstrationsrechte für die Opposition aufgehoben.

### Politische Indizes
| Name des Index                     | Indexwert    | Weltweiter Rang | Interpretationshilfe | Jahr |
| ---------------------------------- | ------------ | --------------- | --- | ---- |
| Fragile States Index               | 72,5 von 120 | 74 von 179      | Stabilität des Landes: erhöhte Warnung 0 = sehr nachhaltig / 120 = sehr alarmierend Rang: 1 = fragilstes Land / 179 = stabilstes Land | 2024 |
| Demokratieindex                    | 4,44 von 10  | 100 von 167     | Hybridregime 0 = autoritäres Regime / 10 = vollständige Demokratie                                                                    | 2024 |
| Freedom in the World Index         | 60 von 100   | —               | Freiheitsstatus: teilweise frei 0 = unfrei / 100 = frei                                                                               | 2024 |
| Rangliste der Pressefreiheit       | 54,6 von 100 | 92 von 180      | Schwierige Lage für die Pressefreiheit 100 = gute Lage / 0 = sehr ernste Lage                                                         | 2025 |
| Korruptionswahrnehmungsindex (CPI) | 45 von 100   | 69 von 181      | 0 = sehr korrupt / 100 = sehr sauber                                                                                                  | 2024 |

Benin hat sich in den Indizes in den letzten Jahren verschlechtert. In der Rangliste der Pressefreiheit belegt das Land 2002 noch Rang 21. Beim Demokratieindex verzeichnete es 2021 den niedrigsten Wert sowie den niedrigsten Rang seit Beginn der Untersuchungen 2006, was sich seitdem nicht bedeutend änderte. Benin wurde von einer fehlerhaften Demokratie zum Hybridregime abgestuft. „Das Land galt lange als stabile Demokratie in Westafrika mit einer Verfassung, die für andere Staaten beispielhaft war.“ Nun hat die Demokratie „zunehmend schlechte Karten“. Beobachter sprechen von „Demokratie-Abbau“ und der Entstehung einer „Scheindemokratie“. Hans-Joachim Preuß von der Friedrich-Ebert-Stiftung bezeichnet Benin als Wahlautokratie, in der es Oppositionelle zunehmend schwer haben, da es „gewisse Repressionsmechanismen“ gibt, „die für eine gewisse Einschüchterung sorgen“.

### Menschenrechte
Amnesty International stuft die Haftbedingungen in Gefängnissen als äußerst hart ein. Sie liegen weit unter dem internationalen Standard. Die Sicherheitskräfte müssen nach wie vor keine strafrechtliche Verfolgung befürchten, auch wenn sie nachweislich für brutale Gewaltanwendung und Misshandlungen verantwortlich sind. Kinder leiden unter den Haftbedingungen besonders. Für sie gibt es keine gesonderte Behandlung oder Unterbringung. Homosexuelle Handlungen unter Erwachsenen werden nach Paragraph 88 des Strafgesetzbuches von 1996 als Straftat angesehen und mit bis zu drei Jahren Haft bestraft. In der Praxis scheint jedoch bislang niemand nach diesem Paragraphen verurteilt worden zu sein. Mit Einführung des neuen Strafgesetzbuches im Jahr 2019 stehen diese Beziehungen nicht mehr unter Strafe. Zahlreiche Einschränkungen der Meinungsfreiheit und der Versammlungsfreiheit bestehen weiterhin. Häufig wird bei Demonstrationen von exzessiver und willkürlicher Gewalt berichtet, die von den Sicherheitskräften ausgeht.

### Verwaltungsgliederung

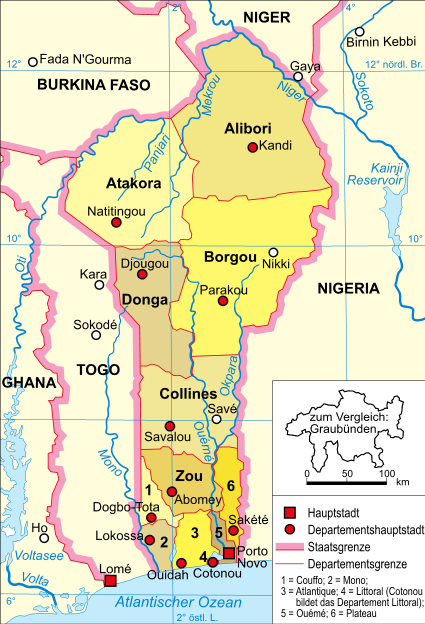
Die Départements Benins

Der Staat gliedert sich in zwölf Départements.
| Name       | Hauptstadt   | Einwohner |
| ---------- | ------------ | --------- |
| Alibori    | Kandi 1      | 868.046   |
| Atakora    | Natitingou   | 769.337   |
| Atlantique | Ouidah 1     | 1.396.548 |
| Borgou     | Parakou      | 1.202.095 |
| Collines   | Dassa Zoumè  | 716.558   |
| Couffo     | Dogbo-Tota 1 | 741.895   |
| Donga      | Djougou 1    | 542.605   |
| Littoral   | Cotonou      | 678.874   |
| Mono       | Lokossa      | 495.307   |
| Ouémé      | Porto-Novo   | 1.096.850 |
| Plateau    | Sakété 1     | 624.146   |
| Zou        | Abomey       | 851.623   |

Die Departements unterteilen sich in 77 Kommunen, die wiederum in Arrondissements und schließlich in Dörfer oder in Stadtbezirke geteilt sind.

### Militär
Das Beninische Militär verfügt über eine Landstreitkraft, eine Marine und eine Luftstreitkraft und hat zurzeit rund 7.250 Soldaten im Dienst. Es besteht eine 18 Monate lange selektive Wehrpflicht. Benin gab 2020 knapp 0,4 Prozent seiner Wirtschaftsleistung oder 55,8 Millionen US-Dollar für seine Streitkräfte aus.

## Wirtschaft

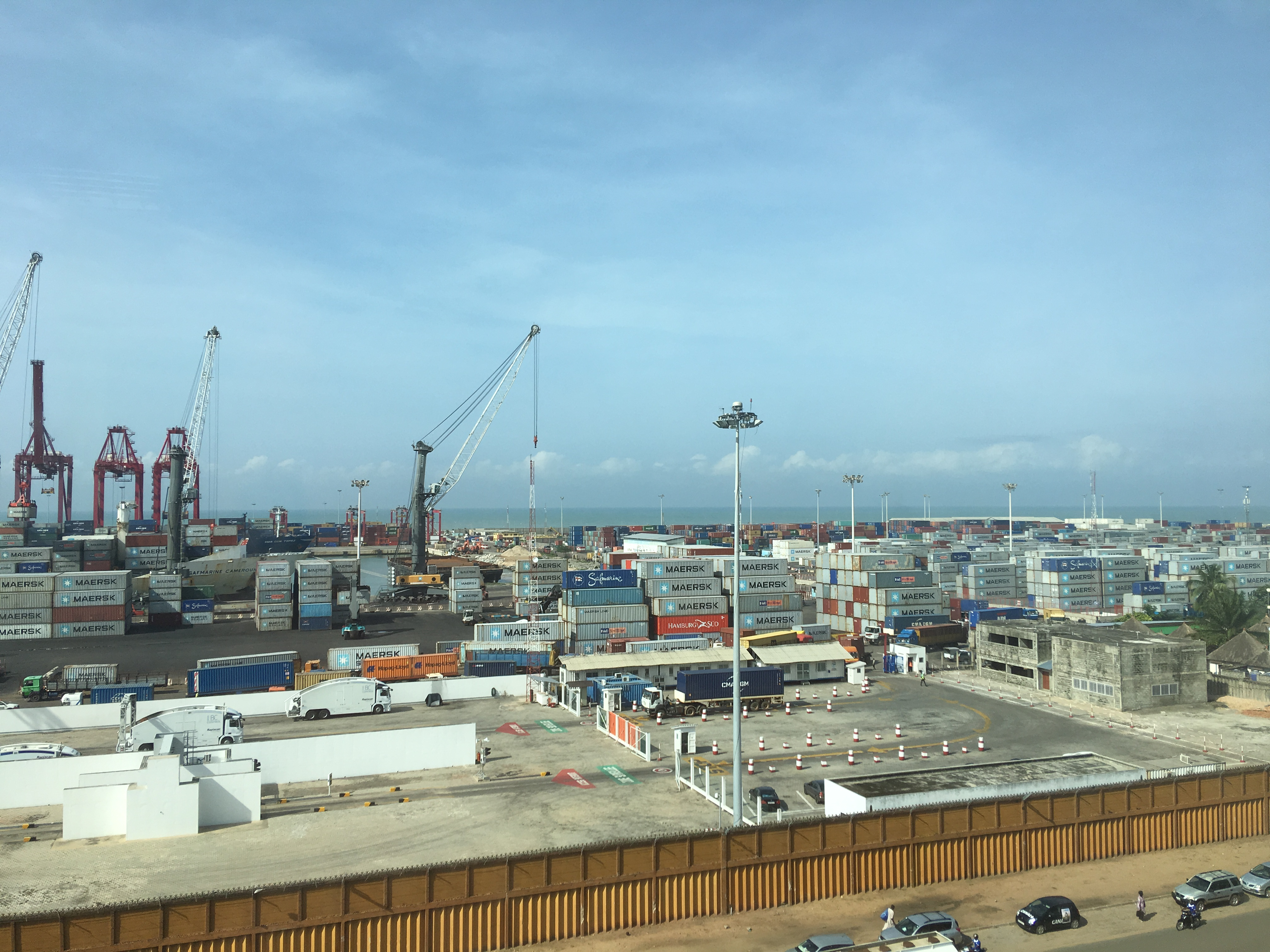
Der Hafen von Cotonou

Benin ist eines der ärmsten Länder der Erde. Knapp die Hälfte der Beniner lebt laut Definition der Weltbank in absoluter Armut (weniger als 1,90 US-Dollar pro Tag). Das Bruttoinlandsprodukt (BIP) betrug 2023 20 Milliarden USD. Die Wirtschaft des Landes wird maßgeblich von der Landwirtschaft (primärer Sektor) geprägt, die 2017 26,1 % der BIP erwirtschaftete. Die Industrie (sekundärer Sektor) erwirtschaftete 22,8 %, der Dienstleistungssektor (tertiärer Sektor) 51,1 %.
Von großer Bedeutung für die nationale Wirtschaft ist der Seehafen von Cotonou. Ein Großteil aller im Seehafen umgeschlagenen Waren stammt aus Geschäften mit dem Nachbarland Nigeria. Auch für die Länder Niger, Burkina Faso und Mali ist Benin ein sehr wichtiges Transitland. Der Seehafen macht als Wirtschaftsfaktor über zehn Prozent des Bruttoinlandsprodukts aus.
Aufgrund der hohen Auslandsverschuldung ist Benin gegenwärtig nicht in der Lage, an den größeren internationalen Programmen der Entwicklungszusammenarbeit teilzunehmen, die eine gewisse Eigenbeteiligung erfordern.
Das Wirtschaftswachstum wird partiell beeinträchtigt wegen unzureichender Reformschritte im öffentlichen Finanzmanagement und der schlecht ausgebauten Infrastruktur des Landes. Neben der vorhandenen Korruption fehlt es dem Privatsektor auch an Rechtssicherheit.
Das Land führt eine gemeinsame Wertpapierbörse mit weiteren westafrikanischen Ländern. Sie ist als Bourse Régionale des Valeurs Mobilières (BRVM) bekannt.
Im Global Competitiveness Index, der die Wettbewerbsfähigkeit eines Landes misst, belegt Benin Platz 120 von 137 Ländern (Stand 2017–2018). Der Index für wirtschaftliche Freiheit 2024 des Landes war der 95 höchste von 176 Ländern.
| Jahr                                    | 2010  | 2015  | 2016   | 2017  | 2018  | 2019   | 2020  | 2021  | 2022  | 2023  |
| --------------------------------------- | ----- | ----- | ------ | ----- | ----- | ------ | ----- | ----- | ----- | ----- |
| BIP in Mrd. USD (Kaufkraftparität)      | 22,8  | 31,0  | 32,3   | 34,7  | 36,7  | 40,1   | 42,4  | 46,5  | 52,9  | 58,3  |
| BIP pro Kopf in USD (Kaufkraftparität)  | 2.411 | 2.832 | 2.869  | 2.996 | 3.073 | 3.261  | 3.354 | 3.575 | 3.961 | 4.244 |
| BIP-Wachstum (real)                     | 2,1 % | 1,8 % | 3,3 %  | 5,7 % | 6,7 % | 6,9 %  | 3,8 % | 7,2 % | 6,3 % | 6,4 % |
| Inflation (in Prozent)                  | 2,3 % | 0,2 % | −0,8 % | 1,8 % | 0,8 % | −0,9 % | 3,0 % | 1,7 % | 1,4 % | 2,8 % |
| Staatsverschuldung (in Prozent des BIP) | 21 %  | 31 %  | 36 %   | 40 %  | 41 %  | 41 %   | 46 %  | 50 %  | 54 %  | 55 %  |

### Landwirtschaft

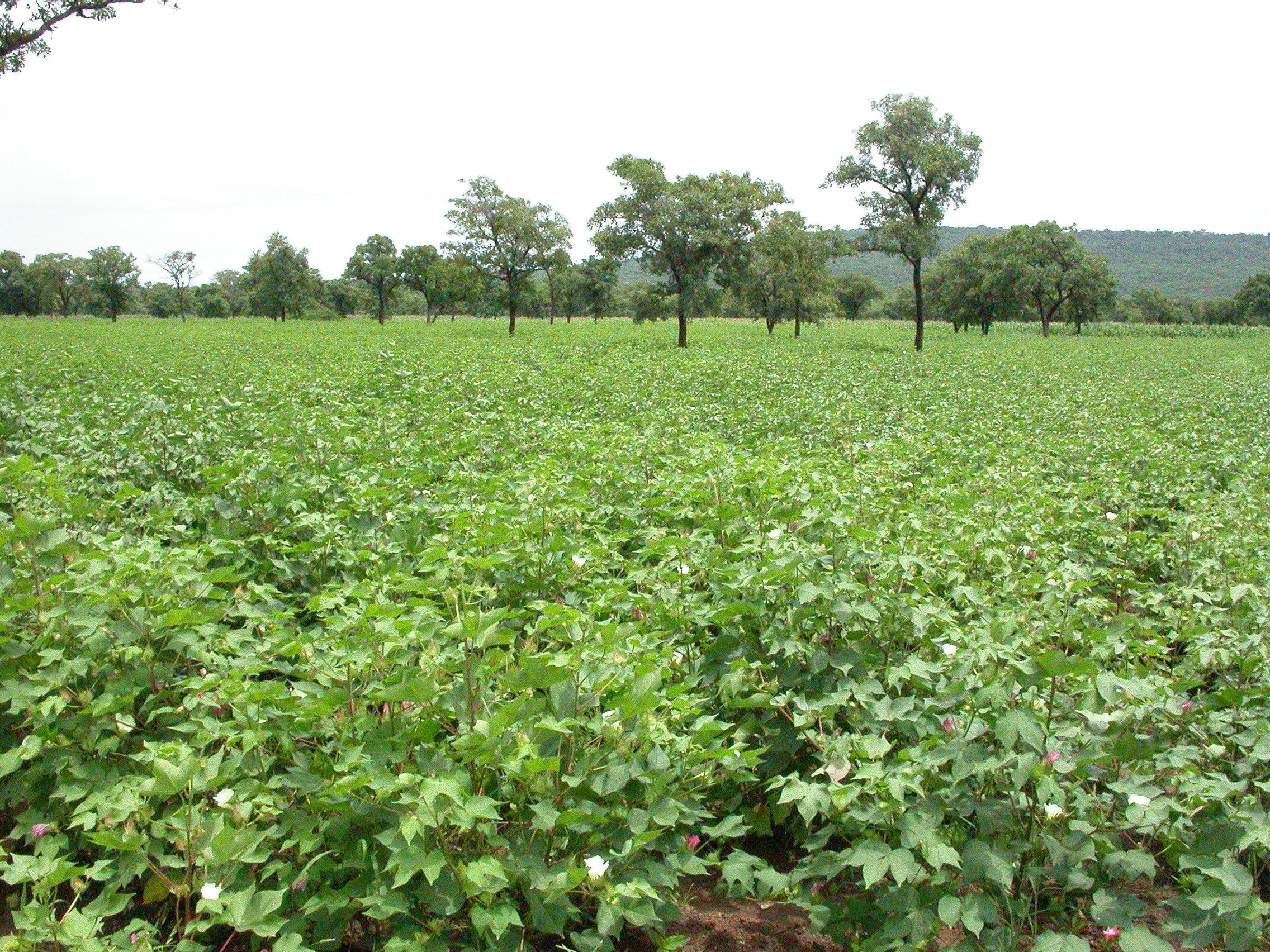
Anbau von Baumwolle im Norden des Landes

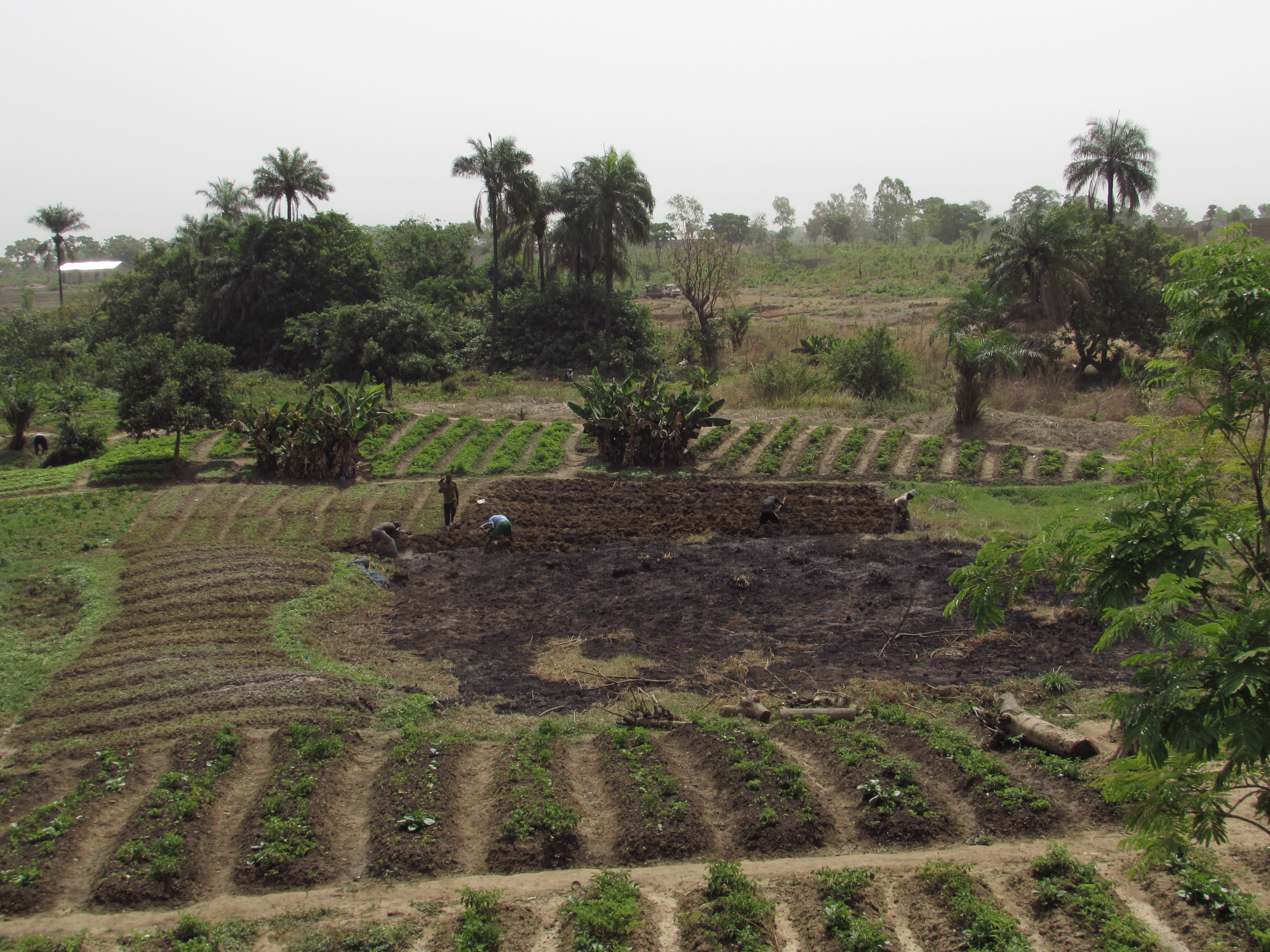
Extensive Landwirtschaft im Norden Benins bei Djougou

In Benin ist die Landwirtschaft, neben den Zolleinnahmen vom Seehafen von Cotonou, die zweite konstitutive Säule der Wirtschaft und trägt erheblich zur gesamten wirtschaftlichen Lage des Landes bei, denn ein Viertel aller wirtschaftlichen Leistungen wird mit ihr erzielt. In der Landwirtschaft arbeiten mehr als zwei Drittel der Bevölkerung. Vorwiegend werden Mais, Sorghum, Maniok, Yamswurzel, Süßkartoffeln und Hülsenfrüchte angebaut. Es herrscht die traditionelle Hackbauernkultur vor. Zu den traditionellen Feldfrüchten kommen als cash crops Baumwolle, Cashew und Ananas hinzu.
Die Viehzucht hat im Wesentlichen Statuscharakter, die Rinder werden nicht zu wirtschaftlichen Zwecken gehalten.

### Außenhandel
Importiert werden vor allem Industriegüter, Nahrungsmittel und Brennstoffe (ca. 5,3 Mrd. US-Dollar). Exportiert wird vor allem Baumwolle (insgesamt ca. 3 Mrd. US-Dollar).

### Staatshaushalt
Der Staatshaushalt umfasste 2017 Ausgaben von umgerechnet 2,15 Mrd. US-Dollar, dem standen Einnahmen von umgerechnet 1,58 Mrd. US-Dollar gegenüber. Daraus ergibt sich ein Haushaltsdefizit in Höhe von 6,2 % des BIP. Die Staatsverschuldung betrug 2017 54,2 % des BIP.
Anteil der Staatsausgaben (in % des BIP) folgender Bereiche:
- Gesundheit: 3,7 % (2017)
- Bildung: 2,9 % (2018)
- Militär: 0,4 % (2020)

## Verkehr
Benin hat ein 578 km langes Eisenbahnnetz in Meterspur, das sich von der Küste bis Parakou erstreckt. Die Personenbeförderung sollte Ende 2015 zunächst auf dem 25 km langen Teilstück Cotonou – Pahou aufgenommen werden, die Wagen dafür wurden gebraucht von der Zentralbahn aus der Schweiz übernommen. Eine 574 km lange Neubaustrecke von Parakou bis Niamey im Nachbarland Niger ist geplant.

## Kultur
Das kulturelle Leben, insbesondere der gebildeten Bevölkerungsschichten in den südlichen Städten, ist von der französischen Kolonialherrschaft und den damit verbundenen engen Beziehungen zu Frankreich geprägt. Dieser französische Einfluss vermischt sich auch häufig mit den verschiedenen jahrhundertealten Traditionen, die im weitgehend muslimischen Norden sowie im animistischen und christlichen Süden ausgeübt werden.
In Cotonou gibt es viele Lokalitäten mit französischem Flair, wie etwa Restaurants, Cafés oder Diskotheken. Diplomaten ausländischer Regierungen und viele Eliten Benins leben in Neubaugebieten, wo Kinos und Hotels für Unterhaltung nach modernen Maßstäben sorgen. In den anderen Stadtteilen jedoch wird das kulturelle Leben von der Tradition beherrscht. Großfamilien leben hier in großen Wohnanlagen, wo religiöse Riten praktiziert und Feste mit Musik und Tanz gefeiert werden. Wichtige Zentren des täglichen Lebens sind Märkte, auf denen sowohl Lebensmittel, Kleidung und traditionelle Medikamente als auch Kunstwaren verkauft werden.

### Traditionen

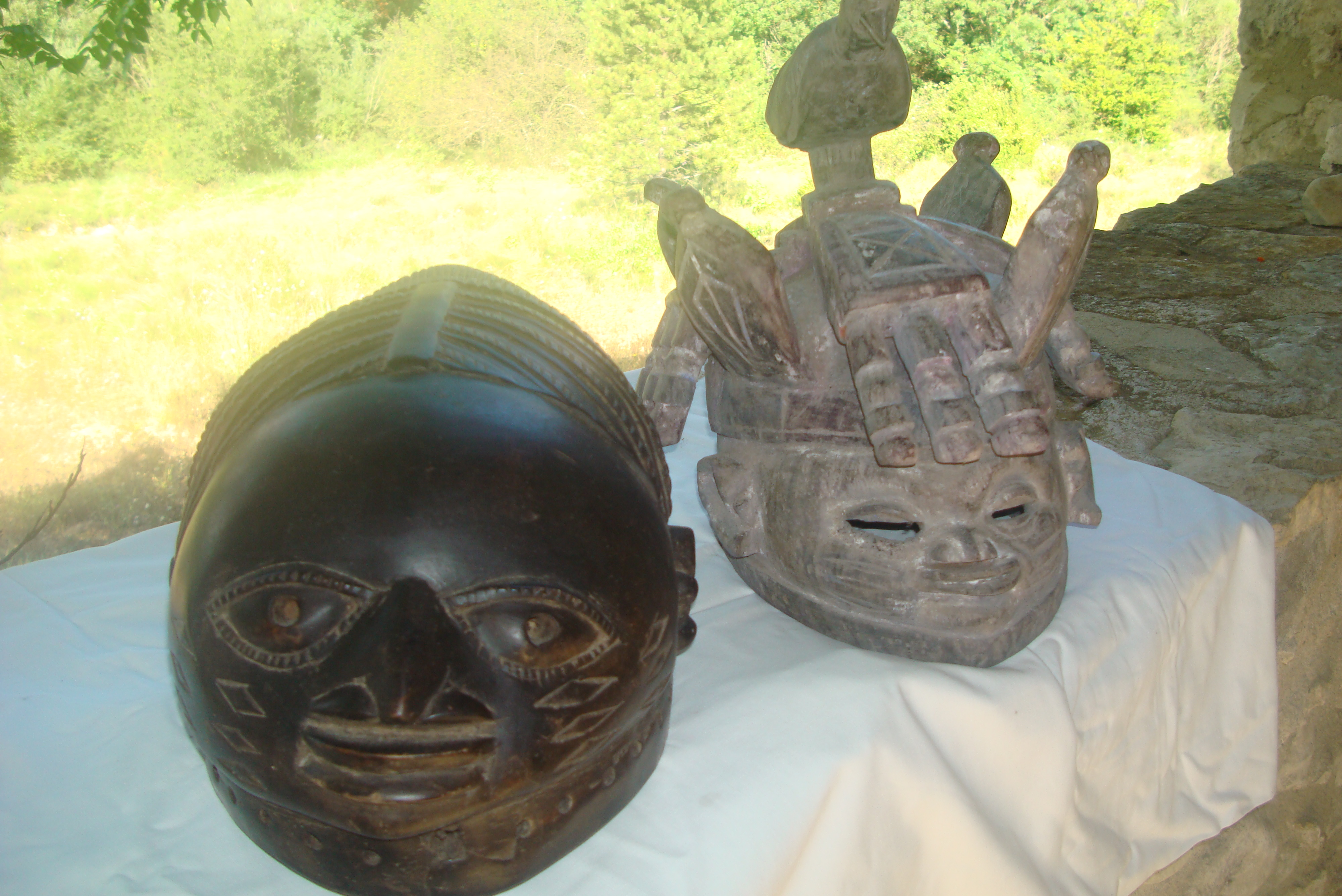
Yoruba-Holzmasken aus Orossi

Das traditionelle Kunsthandwerk in Benin ist sehr alt und in praktisch jedem Dorf vertreten. Am wichtigsten ist die plastische Kunst. Geschnitzte Holzmasken, die Abbildungen und Geister der Verstorbenen darstellen, werden für traditionelle Zeremonien verwendet. Weitere Kunstwerke sind Bronzestatuetten, Töpferwaren, applizierte Wandteppiche, die die Geschichte der Könige des vorkolonialen Dahomey erzählen, sowie Brandgravuren auf Holzschalen, die oft religiöse Bedeutung haben. Die wohl bekanntesten Kunstobjekte sind die Holzmasken der Yoruba aus der Region Porto-Novo, die für das Gelede-Fest verwendet werden.
Am 9. April 2005 beschloss der Staat Benin als erster afrikanischer Staat öffentlich und offiziell das Ende der Beschneidung junger Mädchen. Bereits 2003 war die Beschneidung weiblicher Genitalien in Benin verboten worden. Während der Feier präsentierten über 200 ehemalige Beschneiderinnen ihr teilweise archaisches Handwerkszeug, das nicht wenige Opfer das Leben gekostet und zahlreichen Frauen lebenslange Leiden eingebracht hatte.

### Kulturelle Einrichtungen
Die Königspaläste von Abomey, die zum UNESCO-Weltkulturerbe gehören, sind Sitz eines historischen Museums. Ferner existiert ein Völkerkundemuseum in Porto-Novo, ein historisches Museum in Ouidah und ein völkerkundliches Freilichtmuseum in Parakou. Die Nationalbibliothek befindet sich in Porto-Novo. Von der französischen und amerikanischen Regierung geförderte Kulturzentren unterhalten Bibliotheken und organisieren Vorträge, Konzerte und andere kulturelle Aktivitäten. Kunstgalerien sind im Centre Arts et Cultures und im Centre Culturel Français in Ouidah untergebracht.

### Medien
Aus Cotonou werden Radioprogramme in Französisch, Englisch und einer Reihe von Landessprachen ausgestrahlt. Es gibt auch ein eingeschränktes TV-Angebot. In Cotonou erscheint eine Tageszeitung, La Nation, die von der Regierung kontrolliert wird. Neben zwei weiteren Tageszeitungen gibt es auch einige wöchentliche und zweiwöchentliche Publikationen. In Buchhandlungen und Kiosken werden darüber hinaus französischsprachige Zeitungen aus dem Senegal und der Elfenbeinküste angeboten. Im Jahr 2021 nutzten 34 Prozent der Einwohner Benins das Internet.